# آرتور آرلینگ
آرتور ادوارد آرلینگ (به انگلیسی: Arthur Edward Arling) فیلمبردار آمریکایی سینمای هالیوود بود که برنده جایزه اسکار بهترین فیلمبرداری سال ۱۹۴۶ شد.

## فیلمشناسی
- حرف‌های خودمانی (۱۹۵۹)
- تمی و مرد مجرد (۱۹۵۷)
- خون‌بها! (۱۹۵۶)
- فردا گریه می‌کنم (۱۹۵۵)
- بر باد رفته (۱۹۳۹)